# ヨーゼフシュタット (ウィーン)
ヨーゼフシュタット (Josefstadt  発音) は、オーストリアの首都・ウィーン市第8区の地名である。
1区インネレシュタットの西隣に位置し、リングシュトラーセに接する。